# 94 f.Kr.

## Händelser

### Efter plats

#### Romerska republiken
- Gaius Coelius Caldus och Lucius Domitius Ahenobarbus blir konsuler i Rom.
- Ett första försök att öppna en latinsk retorikskola misslyckas.
- Lucius Cornelius Sulla väljs till praetor urbanus.

#### Anatolien
- Nikomedes IV efterträder sin far Nikomedes III som kung av Bithynien.

## Födda
- Han Zhaodi, kinesisk kejsare av Handynastin

## Avlidna
- Bakru II bar Bakru, härskare över Osroene